# Брезє-при-Кумполю
Брезє-при-Кумполю (словен. Brezje pri Kumpolju) — поселення в общині Літія, Осреднєсловенський регіон, Словенія. Висота над рівнем моря: 384,4 м.